# Ancistrocladus korupensis
Ancistrocladus korupensis är en tvåhjärtbladig växtart som beskrevs av D.W.Thomas och Roy Emile Gereau. Ancistrocladus korupensis ingår i släktet Ancistrocladus och familjen Ancistrocladaceae. Inga underarter finns listade i Catalogue of Life.